# Tetrabalius seticauda
Tetrabalius seticauda är en spindeldjursart som beskrevs av Tord Tamerlan Teodor Thorell 1888. Tetrabalius seticauda ingår i släktet Tetrabalius och familjen Thelyphonidae. Inga underarter finns listade i Catalogue of Life.